# 曾望顏
曾望顏（?—1870年），字瞻孔，廣東香山（今中山）人。生於澳門望廈。晚清官員，工書善畫。道光二年（1822年）進士，選庶吉士，授編修。歷任江西道監察御史、江南道監察御史、給事中、光祿寺少卿、順天府尹。二十年，授福建布政使。二十三年，戶部銀庫虧空事發，曾望顏曾任查庫御史，未能察覺虧空，奪官賠償。旋授主事。咸豐三年（1853年），以五品京堂候補。五年，補通政司參議。六年，復授順天府尹，擢陝西巡撫。遣兵擊退太平軍。
九年（1859年），署四川總督。滇匪藍朝柱、李永和作亂，與敘州土匪勾結大肆侵擾。曾望顏遣兵進攻，斬賊目李祖資等。十年，遣提督孔廣順等攻大巖尖山賊寨，獲匪首王帶周。滇匪攻犍為，由箭板場竄至河口，紮筏渡河，被四川提督皁陞督兵水陸夾擊下敗退。曾望顏又遣四川總兵占泰等阻截賊軍渡河犯嘉定。賊軍佔據觀音場，清軍從黃閣寺進攻，在羅城鋪打敗賊軍。賊竄踞貢井、天池寺等地，紮營數十，曾望顏飭令占泰等剿賊。黔匪李志高等佔據長阡壩各寨。曾望顏遣兵攻燬長阡壩。總兵虎嵩林自程家場進攻貢井，又遣兵攻濯水賊，擒匪首賀世愚等。清軍各路雖有斬獲，但滇匪勢日熾，藍朝柱擾青神、卭州，李永和攻嘉定，省城戒嚴。咸豐帝下詔斥曾望顏不能制賊，下部議處。
給事中李培祜疏劾曾望顏任性妄為，濫保浮銷，縱子干預。帝命陝甘總督樂斌偕署陝西巡撫譚廷襄查明。樂斌、譚廷襄覆奏曾望顏雖無贓私，但屬吏多粗率謬誤，不能約束子弟、僕人。部議褫職，命暫留署任。復為知府翁祖烈所訐，經成都將軍崇實查明，辭復連子曾捷魁及其僕，乃命解任，仍留四川。十一年，回籍。同治元年（1862年），召回京師，以四品京堂候補。五年，補內閣侍讀學士。九年，卒。

## 延伸阅读
[在维基数据编辑]
 《清史稿/卷427》，出自趙爾巽《清史稿》
 在维基共享资源阅览影像